# Sos Furrighesos
Koordinaten: 40° 28′ 52,6″ N, 8° 58′ 22,6″ O
Die von der kupfersteinzeitlichen Bonnanaro-Kultur (3000–2300 v. Chr.) angelegte Felskammernekropole Sos Furrighesos mit 20 Domus de Janas liegt (schwer zugänglich) in der Provinz Sassari auf Sardinien.
Der abgelegene Ort liegt an der Grenze der Gemarkungen von Anela und Bono, befindet sich etwa 8 Kilometer (Luftlinie) entfernt, auf der Rückseite des Bergrückens, der sich westlich dieser Dörfer bis auf 1035 m Meereshöhe auftürmt. Nahe einem abgelegenen Gehöft befindet sich die Nekropole in einer bis zu 20 m hohen Felswand. Ihre Besonderheit sind die architektonischen Fronten (Reliefs) und Felszeichnungen in sieben der Anlagen. Sechs weitere zeigen Spuren einer roten Ausmalung.
Die meisten Anlagen haben einen T-förmigen Grundriss mit einem kurzen Vorraum, quer liegender Hauptkammer (bis zu 4 × 1,5 m Größe) und seitliche Nebenkammern mit niedrigen Podesten, die wohl der Aufbahrung der Skelette dienten. Die Anlagen 2, 6, 8, 9 und 11 sind besonders eindrucksvoll.
Die Verzierungen bestehen aus roter Bemalung, Lisenen, Schälchen (cupitles), Sockelleisten, falschen Türen und stilisierten ausladenden „Stierhörnern“. Grab 9, das durch eine Portalstele gekennzeichnet ist, wie sie für den älteren Typ der Gigantengräber typisch ist, wird im Volksmund Königsgrab („Sa tumba de su Re“) genannt. Das phallische Relief ist 4,4 m hoch, kräftig herausgearbeitet und wurde nachträglich aus der Wand vor dem wesentlich älteren Grab dem Fels gehauen. In den Löchern an der Oberkante, stecken noch die Stümpfe dreier kleiner abgebrochener Baitylos. Eine ähnliche Anordnung findet sich bei einer der Anlagen von Sa Figu bei Ittiri, wo die Löcher der drei Baityloi in einem separaten Felsblock gehauen wurden, der oberhalb der Felskammer liegt und eine der Portalstele vergleichbare abgerundete Form besitzt.
Sondierungen im Jahre 1973 ergaben Keramikreste, die auf eine Nutzung durch die vorgeschichtlichen Kulturen Sardiniens von der Ozieri-Kultur über die Kulturen von Abealzu-Filigosa bis zur Bonnanaro-Kultur verweisen.